# Follins Pond
Follins Pond è un lago salmastro situato a Capo Cod, che separa le città di Dennis e Yarmouth (Massachusetts).  Il lago è collegato alla baia di Nantucket tramire il fiume Bass.

## Legami con Vinland
Follins Pond è nota soprattutto per essere uno dei tentativi fatti per identificare la semi-leggendaria colonia vichinga di Vinland.
Negli anni cinquanta Frederick Julius Pohl studiò Follins Pond, e riportò alla luce sulla riva alcune pietre in cui erano presenti buchi molto somiglianti alle pietre d'ormeggio norrene (i norreni erano famosi per bucare le pietre ed utilizzare i fori per inserirvi pali di ferro per l'ormeggio degli  knaar).
Pohl sostenne inoltre di aver scoperto reperti circa 30 cm sotto terra, sistemati in modo da ricordare un cantiere navale o un bacino di carenaggio norreno.
Inoltre, circa nello stesso periodo, cominciò a girare la voce che l'osso di un cavallo vichingo sarebbe stato rinvenuto a Follins Pond. Pohl era convinto che almeno tre cavalli fossero stati acquistati in Groenlandia dai Vichinghi durante i successivi viaggi.
Pohl pubblicò nel 1952 un libro intitolato The lost discovery: Uncovering the track of the Vikings in America (La scoperta perduta: Alla scoperta del percorso dei Vichinghi in America) che dettagliava queste sue opinioni. Non fu preso seriamente dagli altri storici, dato che le prove portate furono piuttosto scarse, e che in seguito non furono fatti in quel luogo ritrovamenti di qualche importanza.

### Notorietà locale
Alcune delle strade che circondano Follins Pond sembrano riflettere questa teoria. Esiste infatti una Norsemans Beach Road sulla riva orientale, una Norse Road a nord, e Valhalla Drive ed Erik's Path a sud.
Inoltre lungo la costa si trovano Vinland Drive, Skerry Road, Saga Road, Fiord Drive, Freydis Drive e Lief Ericson Drive (sic).
Più a sud si trovano Lief's Lane, Legend Drive, Old Saga Drive, Rune Stone Road, Viking Rock Road, Keel Cape Drive, Erickson Way e Mooring Lane.